# Patinatge agressiu

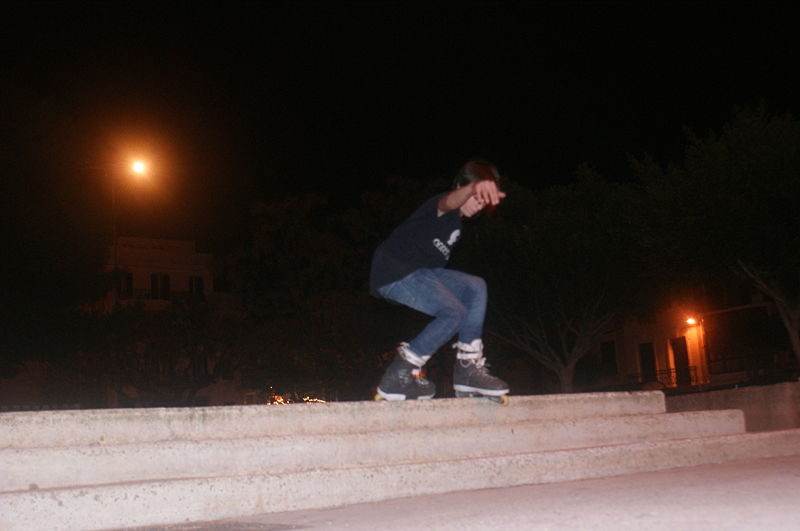
Truc en street (Alle-oop top soul)

El patinatge agressiu és una modalitat del patinatge que ha evolucionat des de finals dels anys 80. Consisteix a realitzar acrobàcies valent-se dels patins i generalment algun obstacle com poden ser rampes, vorades, baranes o half-pipes. El patinatge agressiu es divideix en dues categories principals:
- Patinatge agressiu “street”
- Patinatge agressiu “vert (Half-pipes)”

## Història
Quan aquest esport va començar a comercialitzar-se per Amèrica i posteriorment per Europa, les persones que solien patinar escoltaven hip-hop, vestien amb robes amples, pintaven graffitis, etc. Però això avui dia ha canviat molt.Ara els patinadors tenen una gran diversitat de cultura, forma de vestir, música que escolten, estil de patinar, etc. L'estil que sembla que està cridant més l'atenció és l'estil de pantalons estrets o com es diu vulgarment estil "pitillo". Aquestes persones escolten tota mena de música, però se solen centrar en rock, dance, techno, new rock, etc. Fan trucs que abans no s'usaven o que són totalment nous. Per descomptat s'ha avançat en el nivell de trucs, ja que avui dia se'n fan alguns que serien impossible de creure fa 10 anys. Avui dia són possibles un 450 bs farver en una barana o un triple backflip. La música és l'altra forma d'expressió relacionada 100% a aquest esport. No diferencia a ningú ni crea distincions, però és el que mou a aquests grans esportistes dia a dia i una gran majoria d'ells no poden patinar sense tenir-la al costat.

## Trucs i formulació de trucs
Un truc és el “frontside”. D'aquest deriven el “royal”, el “farfernuggen”, el “unity” i el “savannah”. De tots aquests trucs existeixen el que es diu backside, que consisteix en grindar amb el mur o barana a l'esquena, per tant, tot truc en frontside pot ser realitzat en backside. També depèn de si fas servir un o els dos peus.
El Soul grind també té moltes derivacions com és el mizou, pornstar, mistrial i makio. D'aquests trucs existeix l'alle-oop, el que ens indica que serà la mateixa posició però aquesta vegada serà grindar cap enrere.
Exemples:
- Frontside també podria ser backside frontside.
- Soul també podria ser alle-oop+soul.

## Tipus

### Vert
És el que es practica en grans rampes en forma d'“U” on el major atractiu és realitzar maniobres aèries, arribar a grans altures i fer complexos girs de fins a 180° o Back-Flips. Són salts en els quals el patinador fa una tombarella en l'aire, arribant fins i tot fins al triple backflip. Altres variants d'aquest tipus de girs és el viking flip, que és bàsicament un Back Flip horitzontal, i les encara més sorprenents combinacions de trucs aeris, com la realitzada per Eito Yasutoko, que consisteix en Back Flip + 360 + Back Flip, tots ells en una sola sortida a l'aire.

### Grindar
Grindar és una paraula pròpia del patinatge agressiu que consisteix a lliscar sobre una barana o la vora d'una vorada usant bàsicament dues parts del patí. La primera és coneguda com a guia, que és un tros de plàstic amb composició per a millorar el lliscament i està situat entre les dues llandes centrals del patin.L'altre element és el “soul plate” que és la vora externa del patí en paraules més simples, la sola del patí que es troba seguint el rail també conegut com a “frame”. Una tercera possibilitat de grinda és el Negatives que vindria a ser la part contrària al “soul plate”, és a dir la part de la sola interna del peu. Igual que en altres esports extrems, cada truc rep un nom. En el cas dels “Grinds” cada un té un nom en particular basat en la posició del peu.

## Patinadors extrems
Categoria principal: patinadors extrems
Els patinadors professionals destaquen per realitzar trucs que requereixen molt de nivell, però també destaquen per tenir un estil particular i per fer els trucs molt vistosos, ja que per molt difícil que sigui de fer, si no els veu ningú, no se'ls dona molta importància.